# Eva Wahlström

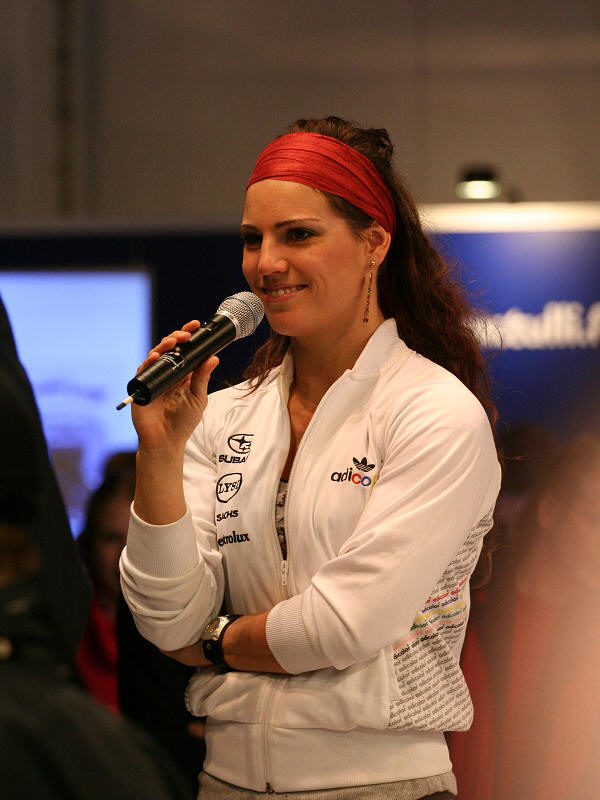
Eva Wahlström (2006)

Eva Ulrika Birgitta Wahlström (seit 2016 verheiratet Räsänen, geboren am 30. Oktober 1980 in Lovisa) ist Finnlands erfolgreichste Boxerin.
Die Finnlandschwedin Wahlström startete für den Verein Loviisan Riento in ihrer Heimatstadt (die auf Finnisch Loviisa heißt). Sie hat achtmal in Folge (2000–2007) die Finnischen Meisterschaften gewonnen und viermal (2003–2005, 2007) die Nordischen Meisterschaften. 2004 und 2005 gewann sie Silber und 2001 Bronze bei den Europameisterschaften.
2020 beendete sie ihre aktive Karriere und lebt seitdem mit ihrem Mann und ihren Kindern in Borgå (Porvoo). Sie wurde auf die „Liste von 50 bedeutenden Sportlern im schwedischsprachigen Finnland“ (Svenskfinlands 50 största idrottshjältar genom tiderna) gewählt, einer 2020 von Svenska Yle veröffentlichten Bestenliste.